# John Archer Lejeune
John Archer Lejeune, ameriški general marincev, * 10. januar 1867, Pointe Coupee, Louisiana, ZDA, † 20. november 1942, Baltimore, Maryland. 

## Življenjepis
Diplomiral je na Louisiana State University (Baton Rouge, Louisiana). 
Nato je bil sprejet na Pomorsko akademijo, ki jo je končal 1888. Pod dvoletnem služenju kot kadet-praporščak je bil 1. julija 1890 sprejet v Korpus mornariške pehote Združenih držav Amerike kot poročnik.
31. avgusta 1890 je bil premeščen v marinsko vojašnico New York, kjer je ostal do 3. novembra 1890, ko je bil premeščen v vojašnico Norfolk (Virginija). Od 1. oktobra 1891 do 28. julija 1893 je služil na krovu USS Benningtona. 28. avgusta 1893 se je vrnil v norfolško vojašnico, kjer je ostal do 31. julija 1897.
2. avgusta 1897 je prevzel poveljstvo marinske straže na USS Cincinnatiju, na krovu katere je služil med celotno špansko-ameriško vojno. 17. februarja 1899 je zapustil USS Cincinnati in naslednji dan začel služiti na USS Massachusetts na istem položaju; tu je ostal do 10. maja 1900.
Od 3. julija 1900 do 12. novembra istega leta je opravljal rekrutiranje v Bostonu (Massachusetts); nakar je bil 22. novembra 1900 premeščen v marinsko vojašnico Pensacola (Florida) kot poveljnik marincev. Od 12. januarja 1903 do 21. januarja istega leta je ponovno opravljal rekrutiranje, tokrat v Norfloku; potem pa od 26. januarja v New Yorku. Od 15. maja do 8. avgusta 1903 je služil v HQMC, Washington, D.C.; ko je bil poslan na USS Panther, kjer je 16. avgusta prevzel poveljstvo marinskega bataljona. 23. oktobra 1903 je bil bataljon premeščen na USS Dixie. Od 16. decembra 1903 do 21. decembra 1904 je bil bataljon nameščen v Panami; takrat ga je zapustil in odšel na USS Yankee.
27. januarja 1905 je bil premeščen v marinsko vojašnico Washington, D.C., kjer je ostal do 20. maja 1906, ko je bil ponovno poslan v Panamo. Tam je od 29. maja do 6. julija poveljeval bataljonu na krovu USS Columbia. 29. marca 1907 je bil poslan na Filipine.
2. maja 1907 je prispel na Filipine, kjer je 6. maja postal poveljnik marinske vojašnice in pomorskega zapora v Navy Yard (Cavite). 15. junija 1908 je postal poveljnik 1. marinske brigade; 8. junija 1909 je bil odvzet brigadi in poslan nazaj v ZDA.
26. maja 1912 je bil premeščen na USS Ohio kot poveljnik 2. polka 1. začasne marinske brigade, ki je bil poslan na Kubo. 8. junija so se izkrcali v Guantanamo Bayu, nakar je naslednji dan postal poveljnik okrožja Santiago; to dolžnost je opravljal do 14. julija istega leta; naslednji dan se je vkrcal na USS Prairie in odplul proti Colónu (Panama). Tu je med 18. in 29. julijem bil nameščen v Camp Elliott.
Po povratku v ZDA, je bil 20. februarja 1913 ponovno poslan v tujino, tokrat kot namestnik poveljnika 1. polka 2. začasne marinske brigade, ki se je 27. februarja 1913 izkrcal v Guantanamo Bayu. Na krovu USS Prairie se je vrnil v Filadelfijo 2. maja 1913.
27. novembra 1913 je odplul iz New Yorka z 2. naprednim baznim polkom proti Vera Cruzu (Mehika). Toda februarja 1914 se je vrnil v ZDA, kjer so ga povišali v polkovnika. 22. aprila 1914 je končno prispel v Mehiko in sodeloval pri zavzetju Vera Cruza. Decembra 1914 je odplul nazaj v Washington, D.C., saj je bil imenovan za pomočnika komandanta.
Ob izbruhu prve svetovne vojne je prevzel poveljstvo novoustanovljene marinske vojašnice Quantico (Virginija). Junija 1918 je prispel v Brest (Francija).
Tu je prevzel poveljstvo brigade 32. pehotne divizije in nato še 4. marinske brigade 2. pehotne divizije.
28. julija 1918 je prevzel poveljstvo 2. pehotne divizije, kar je ostal do avgusta 1919, ko je bila divizija demobilizirana. Tako je postal prvi marinski častnik, ki je poveljeval diviziji kopenske vojske.
Oktobra 1919 je ponovno postal poveljujoči general vojašnice Quantico. 1. julija 1920 je postal komandant Korpusa mornariške pehote Združenih držav Amerike.
V času svojega mandata je večkrat zapustil HQMC in se odpravil na inšpekcijske obiske Haitija, Santa Dominga, Kube, Puerto Rica, zahodne obale ZDA, ...
Marca 1929 je zapustil položaj komandanta, a se ni upokojil. 10. novembra 1929 se je upokojil, tako da je lahko sprejel mesto superintendanta na Virginia Military Institute; tu je ostal do oktobra 1937, ko se je moral upokojiti zaradi slabega zdravja. Februarja 1942 so ga povišali v generalporočnika kot upokojenega pripadnika KMP ZDA.
Umrl je 20. novembra 1942 v »Union Memorial Hospital«, Baltimore (Maryland). Pokopan je na pokopališču Arlington.
Po njem so poimenovani Marine Corps Base Camp Lejeune (Severna Karolina).

## Odlikovanja
- Navy Distinguished Service Medal;
- Army Distinguished Service Medal;
- Sampson Medal;
- Spanish Campaign Medal;
- Marine Corps Expeditionary Medal s tremi bronastimi zvezdami (Panama, Kuba, Dominikanska republika);
- Mexican Service Medal;
- Victory Medal s ploščicami St. Mihiel Champagne, Meuse-Argonne in Defensive Sector;
- Second Nicaraguan Campaign Medal;
- poveljnik legije časti;
- Croix de Guerre s palmo.

## Napredovanja
- 1. julij 1890 - poročnik
- 26. februar 1892 - nadporočnik
- 3. marec 1899 - stotnik
- 3. marec 1903 - major
- 13. maj 1909 - podpolkovnik
- 25. februar 1914 - polkovnik
- 29. avgust 1916 - brigadni general
- 1. julij 1918 - generalmajor
- 1. julij 1920 - generalmajor - komandant
- februar 1942 - neaktivni generalporočnik